# Camptotypus ferrugineus
Camptotypus ferrugineus là một loài tò vò trong họ Ichneumonidae.